# Konstruktivista művészet
A konstruktivizmus az orosz művészetben 1912-ben jelentkező absztrakt irányzat, amely különböző anyagok (fa, üveg, vas, cement stb.) alkalmazásával a tömegek és formák viszonyát jeleníti meg, a geometrikus formákat helyezi előtérbe. Az orosz Vlagyimir Tatlin, Naum Gabo, Antoine Pevsner, az 1920-as Realista Manifesztum szerzői, és Kazimir Malevics indította el. Konstruktivista művészek azok, akik a tárgyak ábrázolásában erőteljesen hangsúlyozzák a szerkezeti összetevőket, a tereket és a síkokat. Funkcionalizmus jellemzi, a modern ipari formatervezés kezdeményezője.

## Művészek és alkotások
Tatlin az orosz futurizmus hatására valós anyagból, valós térben kezdett el műveket készíteni. Legjelentősebb műve a 3. internacionálé című fa modellje, az első mozgó műalkotás terve. A művész elképzelése szerint a kész műalkotásnak 400 m magasnak kellett volna lennie, s az épület ferde tengelye a föld tengelyével egy síkba esett volna. Geometrikus terek forogtak volna a belsejében: alul egy kocka, mint gyűlésterem, mely 1 év alatt fordult volna körbe, fölötte henger (1 hónap), majd gúla (1 nap), legfelül az információk továbbítására szolgáló félgömb, óránként egyszeri fordulatszámmal.
Antoine Pevsner és Naum Gabo konstrukcióitól eltérően, melyek szándékosan személytelenek, gépszerűek Alexander Calder konstrukcióit a fantázia és a játékosság ihlette.
Pevsner és Gabo nem sokban, de lényegesen különböznek egymástól. Pevsner általában szilárd és átláthatatlan anyagból, rézből és bronzból készítette műveit. A spirális, néha lineárisan megmunkált felületek körülfogják a teret, és tölcséres alakjukkal a dinamika illúzióját keltik.
Naum Gabo inkább az átlátszó műanyagokat használta. A plasztikus felület köré és közé kifeszített műszál összetett hálózatot alkot, melyen keresztül áramlik a levegő. Az áttetsző felületek könnyedsége és világossága lehetővé teszi a külső és belső tér egybefonódását.
A sík konstruktivizmus a síkban tartott vonalak, formák, és színek hatását használja fel. Nagy hatással van a modern építészeti szemlélet kialakítására (Bauhaus, De Stijl), az absztrakt szobrászattal együtt. Az irány változata a neoplaszticizmus és a szupermatizmus.
Tágabb értelemben a stíluskorszak időhatárain túl is a konstrutivizmus körébe sorolhatók a mértani elemekből építkező, a szerkezetet hangsúlyozó művek. Napjainkban a MADI tekinti legfontosabb örökségének a konstruktivista hagyományt.
Számos manifesztumuk és vitairatuk közül idézzük még Kassák Lajos képletszerű meghatározását: "Nem tudunk többé elhelyezkedni az adott keretek között sem a társadalomban, sem a művészetben. Nem akarunk a régiből újat komponálni. A mi korunk a konstruktivisták kora. Művészet, tudomány, technika egy ponton érintkeznek. Az új forma az architektúra." A mozgalom eredményeit leghatásosabban az építészet – a Bauhaus – gyümölcsöztette.
Erdélyben a brassói Mattis Teutsch János művészetének egyik jelentős korszaka illeszkedik be a konstruktivizmus stílusirányzatába. Ugyanő behatóan foglalkozott a mozgalom elméleti kérdéseivel is. Kapcsolat épült ki Mattis-Teutsch, Kassák Lajos és az avantgárd szellemű bukaresti Contimporanul köre között. A konstruktivizmus történeti és alkotói kérdéseihez értékes adatokat szolgáltatnak a két világháború közti Korunkban közölt elméleti és kritikai írások Dienes László, Erg Ágoston, Kállai Ernő, Genthon István, Hevesy Iván, Moholy-Nagy László, Antal János tollából.
Az erdélyi művészekre is később is hatással voltak a mozgalom maradandó eredményei, így a sík-konstruktivizmus egyik válfajaként jelentkezett képarchitektúra. Ide gyökereznek Heim András grafikái.

## Jellegzetes képviselői
- Antoine Pevsner
- Bortnyik Sándor
- Barcsay Jenő
- Kassák Lajos
- Mattis Teutsch János
- Moholy-Nagy László
- Naum Gabo
- Péri László
- Sophie Taeuber-Arp
- Victor Vasarely
- Vlagyimir Jevgrafovics Tatlin